# Casal Sant Jordi (Barcelona)
El Casal Sant Jordi és un edifici d'oficines situat als carrers de Casp, 24-26 i de Pau Claris, 81 de la Dreta de l'Eixample de Barcelona, catalogat com a bé cultural d'interès local.

## Història
Va ser promogut pel matrimoni format pels empresaris tèxtils Joan Riera i Tecla Sala, que a principis del segle xx tenien grans fàbriques a L'Hospitalet de Llobregat (vegeu Centre Cultural Metropolità Tecla Sala) i a Roda de Ter (La Blava), en la qual més tard hi treballaria el poeta Miquel Martí i Pol. Un dels seus projectes més ambiciosos va ser el de construir un edifici on poguessin situar les oficines de l'empresa i la residència familiar.
Joan Riera va morir el 1926, però la seva vídua va seguir endavant amb aquest projecte, encarregant-lo a l'arquitecte Francesc Folguera i Grassi, que també era l'autor del Poble Espanyol de Barcelona. La construcció es va fer entre els anys 1929 i 1931, i passa per ser el primer edifici barceloní inspirat pels corrents racionalistes provinents d'Europa Central, atent a les innovacions avantguardistes manifestades a través d'un aparell decoratiu tendent a l'art Déco. Tanmateix, la decoració escultòrica en façana es presenta com una concessió al darrer noucentisme català.
El 1989 va ser restaurat per l'arquitecte Ignasi Sánchez i Domènech per a allotjar-hi les dependències del Departament de Justícia de la Generalitat de Catalunya, que hi va ser fins al 2020.

## Descripció
De planta quadrangular aixamfranada, comprèn planta baixa, entresòl, sis pisos, àtic i terrat. L'àtic, que era l'habitatge de la família propietària original, està resolt en dos nivells esglaonats i oberts a una terrassa posterior en la que es localitza un estany amb fons de vidre que serveix, al mateix temps, de claraboia del pati interior de la parcel·la.
La façana estructura les seves obertures en eixos horitzontals de ritme regular. Tanmateix, es distingeixen diferents tipologies de finestra que expressen les diferents funcions de cada una de les plantes: La part destinada a oficines abraça el basament(acabat amb aplacat de pedra a la planta baixa i l'entresòl) i els tres primers pisos, que s'obren a l'exterior per mitjà de tres nivells de finestres rectangulars; la part destinada a habitatges abraça els tres següents pisos que es manifesten a l'exterior per mitjà de finestres menys nombroses; la part destinada a l'habitatge del propietari (l'àtic) es fa evident a través de set finestres tipus Chicago o apaïsades. Algunes d'aquestes finestres aporten una quantitat major de llum en trobar-se incloses en les quatre tribunes angulars que ritmen la façana i la doten de nous angles per donar accés a la llum. El revestiment és de morter verd, que contrasta amb la pedra artificial de colors clars que emmarca cadascuna de les finestres.
L'accés principal consisteix en un gran portal flanquejat de dos portals menors coronats per dues sobreportes en relleu esculpits per Joan Rebull. Aquests tancaments son fets de bronze i vidre i recullen, dins el seu reixat a base de romboides, motius al·legòrics relacionats amb l'agricultura i el comerç. A la porta lateral dreta, la reixa acull un relleu en fosa amb el caduceu d'Hermes, representat en el relleu petri de la sobreporta com un noi jove amb un casc alat. A la porta lateral esquerra, la reixa acull un relleu en fosa amb espigues de blat i una torxa flamejant, atributs de la deessa Demèter, representada al relleu petri de la sobreporta com una noia jove amb un ram a la mà. Damunt d'aquestes portes s'hi conserven els cartells originals de numeració de l'edifici, uns cartells retroil·luminats de bronze i vidre. El portal central mostra una al·legoria de l'oci modern, amb una dona llegint un llibre i un home ajagut en un balustre, envoltats de figueres de moro. El programa iconogràfic de la façana es tanca amb una escultura de Joan Rebull que representa Sant Jordi semi-nu, dempeus i sostenint el seu escut damunt d'una mènsula.
El vestíbul principal és l'espai que millor ha conservat els elements originals de l'edifici, tant pel que fa a la seva estructura com pel que fa als elements mobles que el configuren. En aquest sentit, cal destacar les portes de bronze i vidre esmerilat que segmenten la zona i, sobretot, la barana de l'escala principal, de línies marcadament art Déco.

## Galeria d'imatges

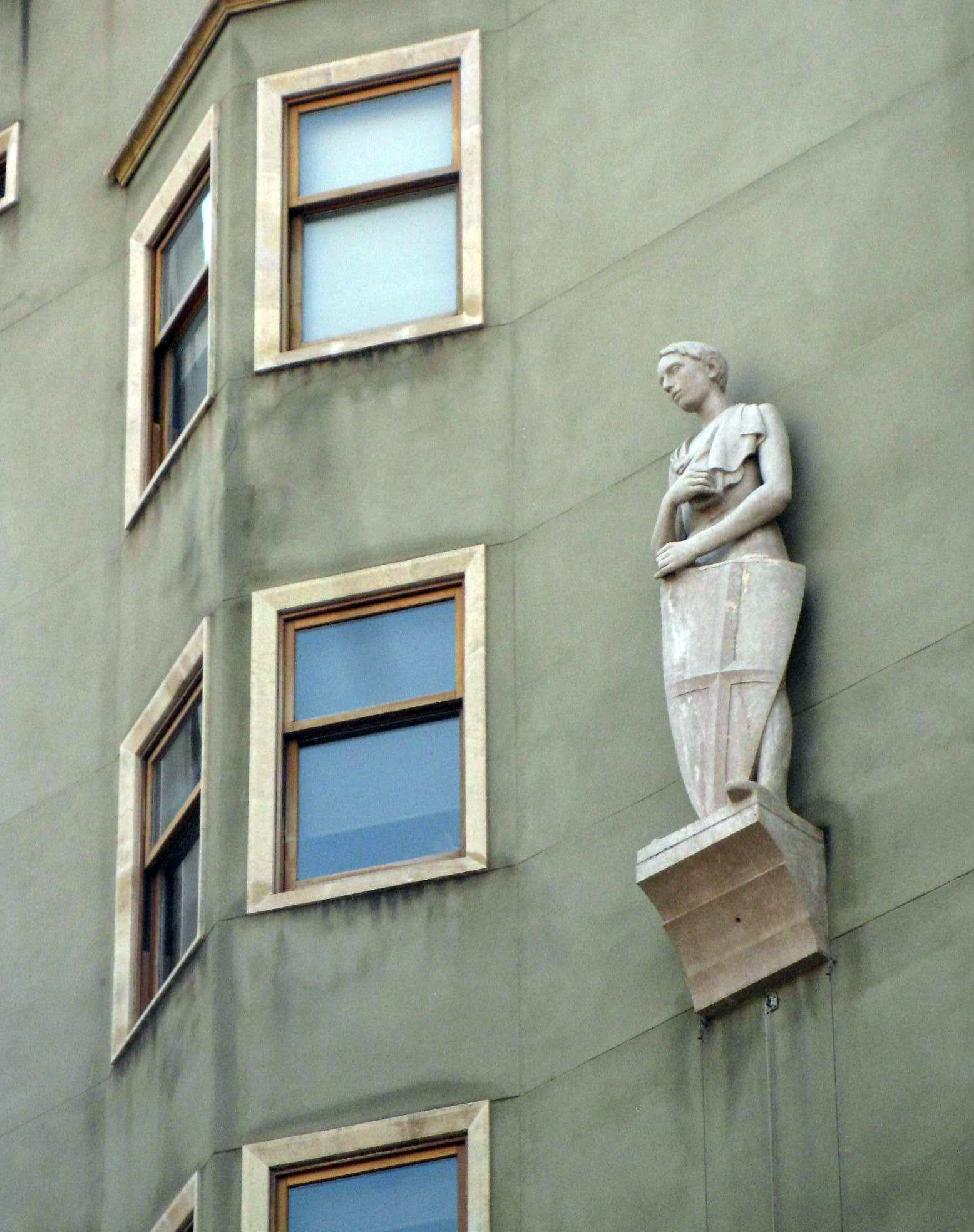
Sant Jordi de Joan Rebull
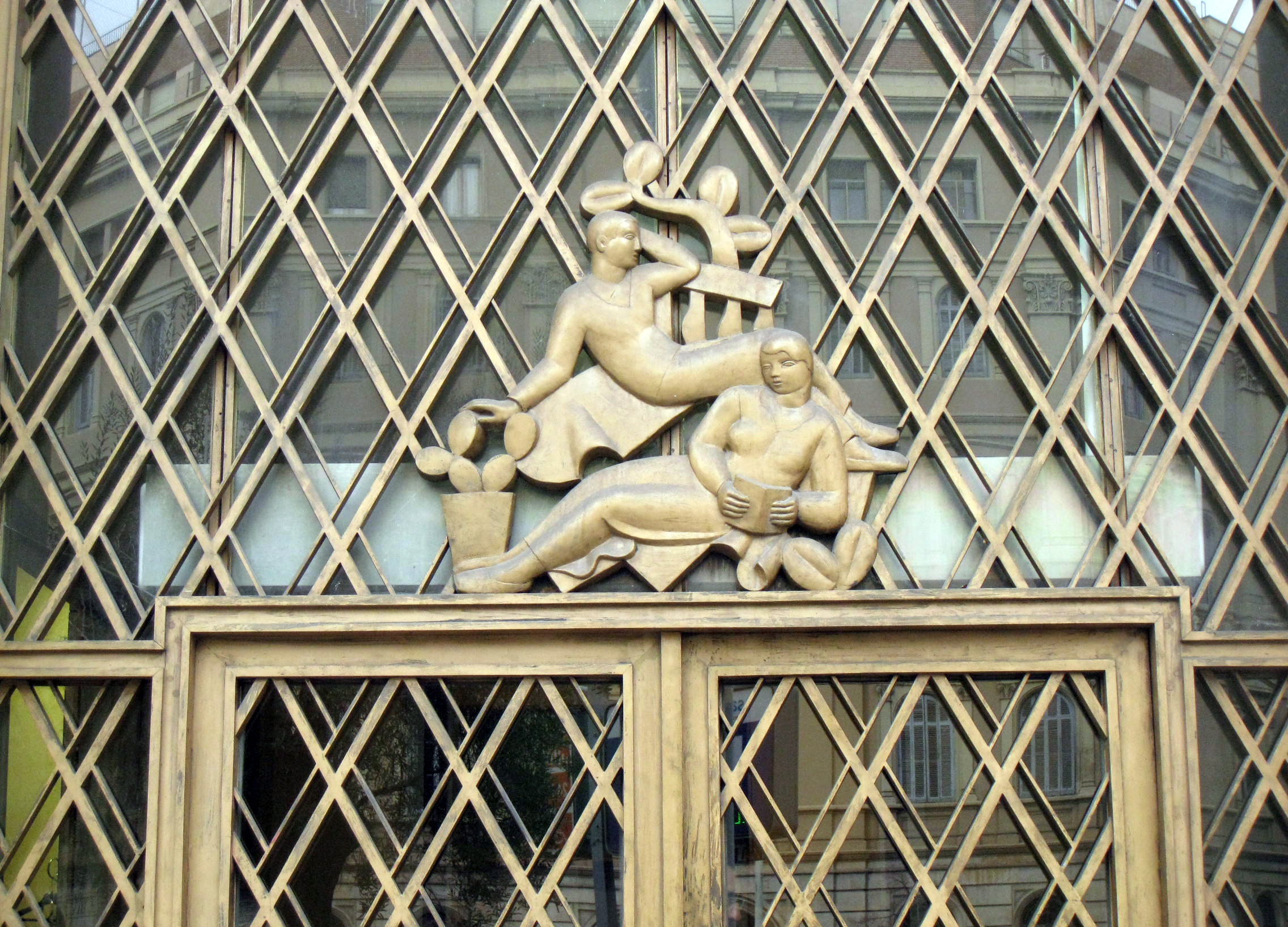
Decoració art Déco del portal